# 高島 (長崎県平戸市)
高島（たかしま）は、長崎県平戸市にある島である。

## 概要
平戸島の南西端、宮ノ浦漁港から船で5分のところにある島。餌付けでタヌキが増えたことからタヌキの島といわれたことがあった。

## 交通
2003年4月から宮ノ浦港との間に定期船が就航。平戸島・宮ノ浦漁港から5分。